# Розумовська дача
Розумо́вська да́ча  — лісовий заказник місцевого значення. Розташований на північ від села Орликівка Семенівського району Чернігівської області.

## Загальні відомості
Лісовий заказник місцевого значення «Розумовська дача» створений рішенням Чернігівського облвиконкому від 11 квітня 2000 року № 578.
Заказник «Розумовська дача» загальною площею 457 га розташовано в Семенівському держлісгоспі на землях Орликівського лісництва кв. 30-33, 55-58.

## Завдання
Основним завданням лісового заказника місцевого значення «Розумовська дача» є збереження в природному стані території, де зростають високопродуктивні, чисті соснові насадження віком від 40 до 80 років, яка разом із середньолітніми лісовими культурами становлять генетичну основу для виробництва насаджень майбутніх років.